# Châteaudouble (Drôme)
Châteaudouble è un comune francese di 565 abitanti situato nel dipartimento della Drôme nella regione dell'Alvernia-Rodano-Alpi.

## Società

### Evoluzione demografica
Abitanti censiti